# ...Baby One More Time Tour
...Baby One More Time Tour este primul turneu al cântăreței americană, Britney Spears. Turneul a început pe 28 iunie 1999 în Pompano Beach, Florida și s-a încheiat pe 27 septembrie în Hong Kong, China. În turneu sau cântat 2 melodii a Madonnei: "Vogue" și "Material Girl". De asemenea, au fost interpretate "Black Cat" și "Nasty", acestea interpretate original de Janet Jackson.